# Bahnhof Stainach-Irdning
Der Bahnhof Stainach-Irdning ist ein im steirischen Stainach im Bezirk Liezen gelegener Bahnhof, der die Ennstalbahn mit der Salzkammergutbahn verbindet.  Er ist sowohl Haltepunkt für Züge des Nah- als auch des Fernverkehrs. Der Bahnhof wurde 1877 eröffnet.

## Verkehr
Auf der Strecke von Graz Hbf nach Zürich HB hält täglich jeweils ein Zugpaar des EuroCitys „Transalpin“ sowie eines Nightjets in Stainach-Irdning. Ebenso wird der Bahnhof von EuroCitys bedient, die Graz Hbf mit Saarbrücken Hbf, Frankfurt (Main) Hbf und weiteren deutschen Städten verbinden. Außerdem halten InterCitys von und nach Bischofshofen, Graz Hbf, Innsbruck Hbf und Salzburg Hbf, sowie den Schnellzug nach Wien Westbahnhof.
Regional- und Regional-Express-Züge verbinden Stainach-Irdning über die Salzkammergutbahn mit Bad Aussee, Attnang-Puchheim und Linz Hbf sowie über die Ennstalbahn mit Selzthal und Schladming.

## Galerie

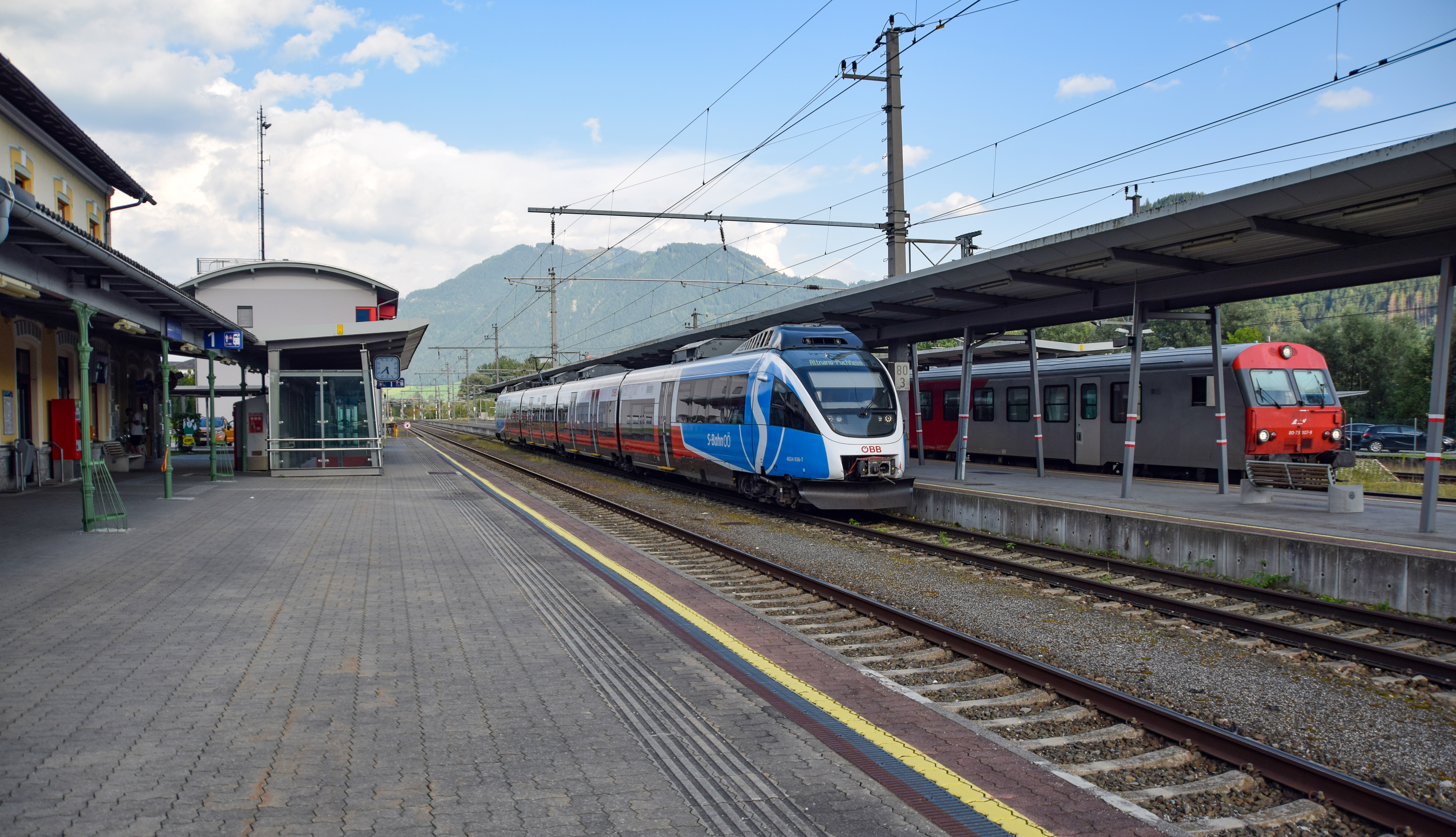
Bahnsteige des Bahnhofs (2023)
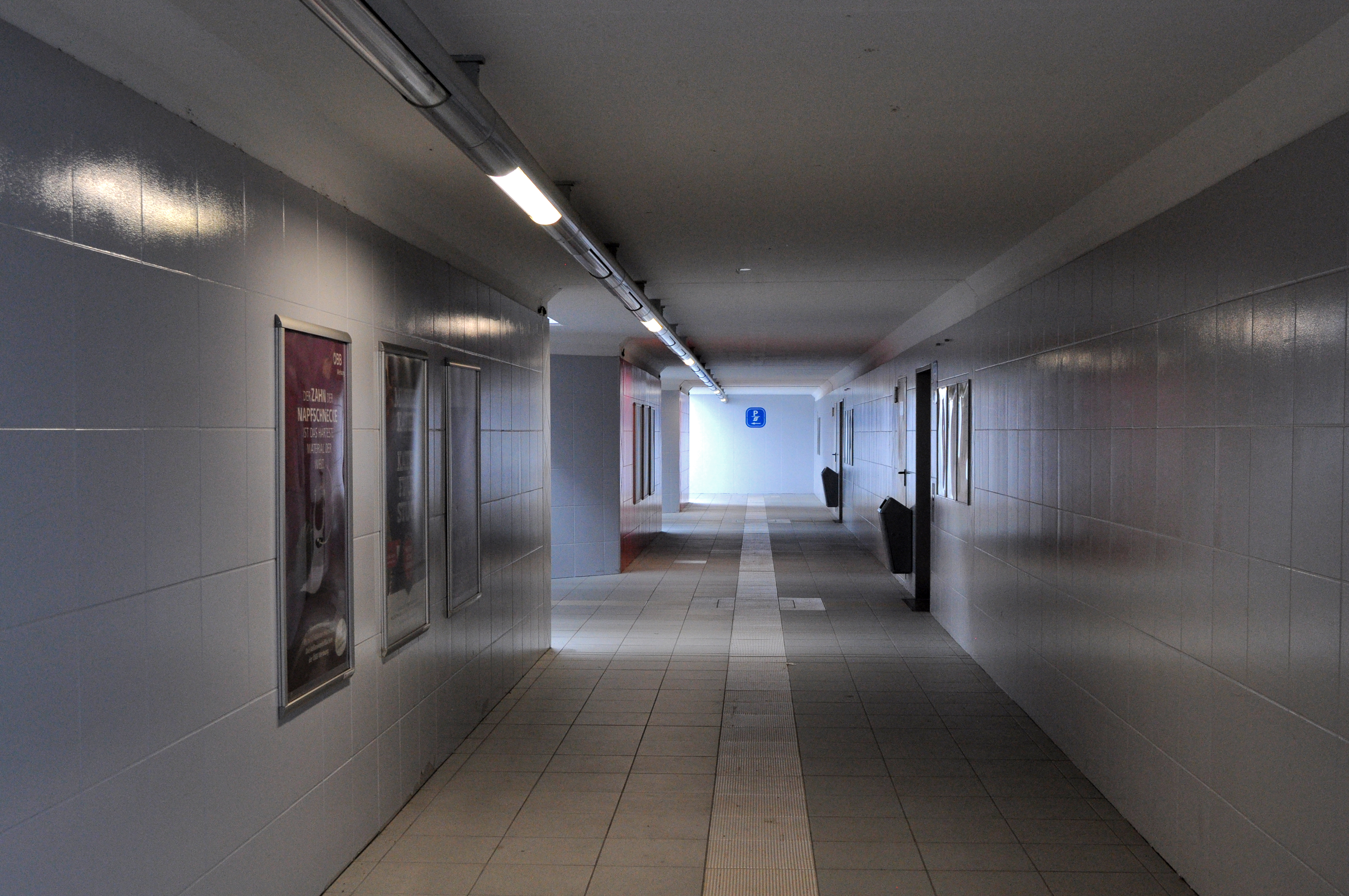
Unterführung des Bahnhofs (2018)
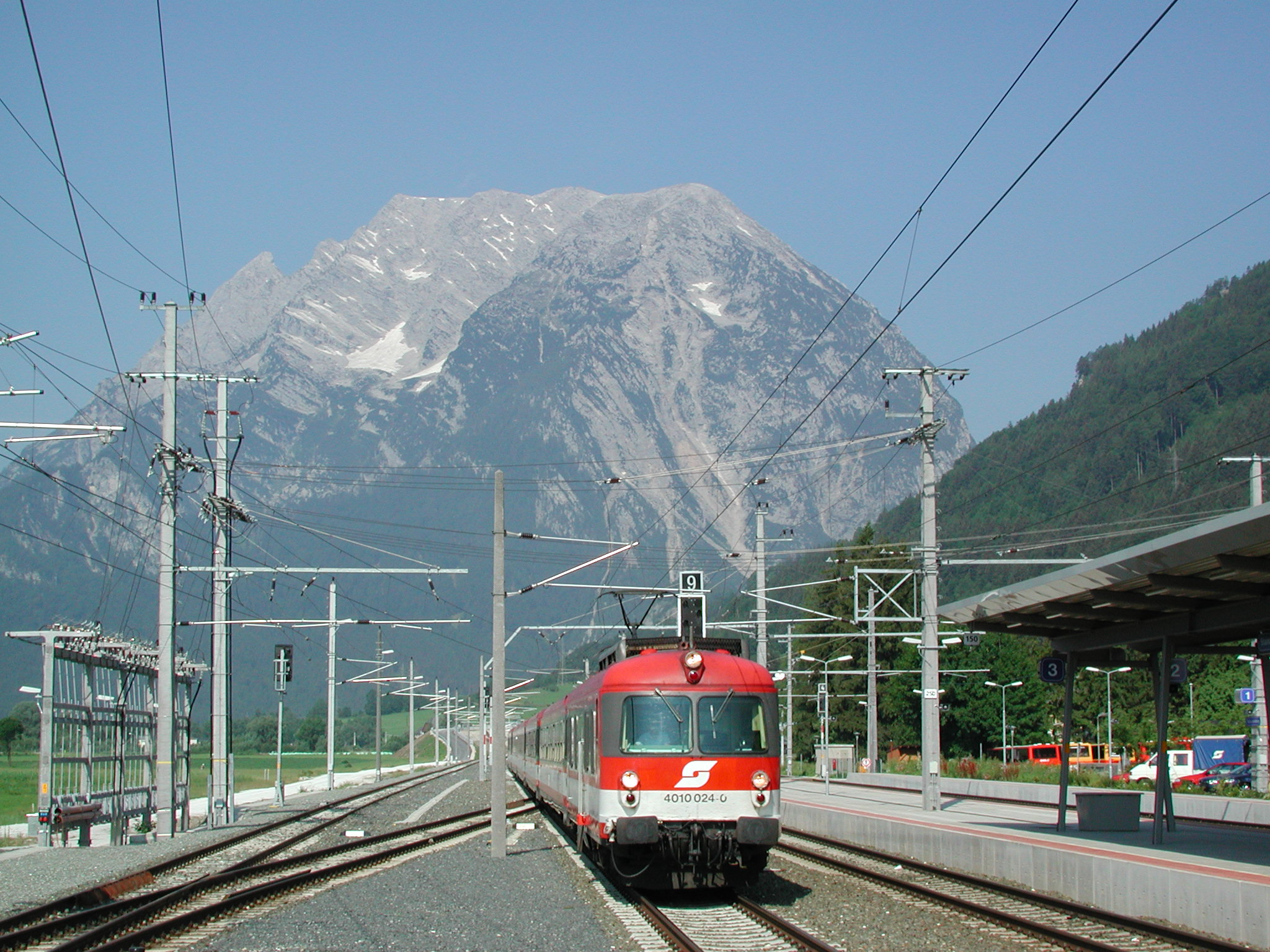
Ein ÖBB 4010 während der Einfahrt in den Bahnhof, im Hintergrund der Grimming (2003)